# ایوانو بونومی
ایوانو بونومی (ایتالیایی: Ivanoe Bonomi؛ ۱۸ اکتبر ۱۸۷۳ – ۲۰ آوریل ۱۹۵۱) یک سیاست‌مدار، دیپلمات، روزنامه‌نگار و وکیل اهل ایتالیا بود که از تاریخ ۴ ژوئیه ۱۹۲۱ تا تاریخ  ۲۶ فوریه ۱۹۲۲ و بار دیگر از تاریخ ۱۸ ژوئن ۱۹۴۴ تا تاریخ ۱۹ ژوئن ۱۹۴۵ سمت نخست وزیری و از تاریخ ۸ می ۱۹۴۸ تا تاریخ ۲۰ آوریل ۱۹۵۱ سمت ریاست سنا ایتالیا را برعهده داشت.